# William Lovelady
William "Bill" Lovelady, född 1945 i Liverpool, är en brittisk sångare, musikproducent och studiomusiker.

## Karriär
William Lovelady är mest känd för låten One More Reggae for the Road, som blev populär i bland annat Sverige där den låg etta på singellistan i 12 veckor från juli till september 1980.
Han besökte Sverige och medverkade i direktsändning i TV-programmet Måndagsbörsen den 29 september 1980. I oktober var han på turné med spelningar i bland annat Umeå, Fagersta och Rottneros.
Lovelady var medlem i musikgruppen "Oasis" från 1983 till 1985 tillsammans med Peter Skellern (sång, piano), Mary Hopkin (sång), Julian Lloyd Webber (cello) och Mitch Dalton (gitarr).

## Diskografi

### Singlar
- 1979 – "Reggae for it now"
- 1979 – "One More Reggae for the Road"
- 1980 – "She Done Me In"
- 1980 – "House of the Rising Sun"
- 1981 – "Summerlady"
- 1982 – "Himalaya" (tillsammans med Shankar)
- 1992 – "Reggae For It Now" / "One More Reggae for the Road" (label Old Gold)

### Album
- 1981 – Cheer Up

### Annat
Studioalbum med Phil May & The Fallen Angels
- 1978 – Phil May & The Fallen Angels

Studioalbum med Oasis
- 1984 – Oasis

Singlar med Oasis
- 1984 - "Hold Me"
- 1984 – "Oasis"

### Fotnoter
1. ↑  Österbottniska Posten nummer 29 1981
2. ↑  ”Retrogalaxen”. Arkiverad från originalet den 5 maj 2012. https://web.archive.org/web/20120505191649/http://hem.passagen.se/develium/musik.htm. Läst 21 maj 2011.
3. ↑  Dagens Nyheter 29 september 1980 sid.63 och 2 oktober 1980 sid.16